# Michał Giedroyć
Michał Giedroyć (lit. Mykolas Giedraitis, herbu Hippocentaurus; ur. ok. 1425 w Giedrojciach, zm. 4 maja 1485 w Krakowie) – polski zakonnik, kanonik Regularny od Pokuty, błogosławiony Kościoła katolickiego, patron chorych, zakrystianów oraz współpatron sióstr zwanych jadwiżankami wawelskimi.

## Życiorys

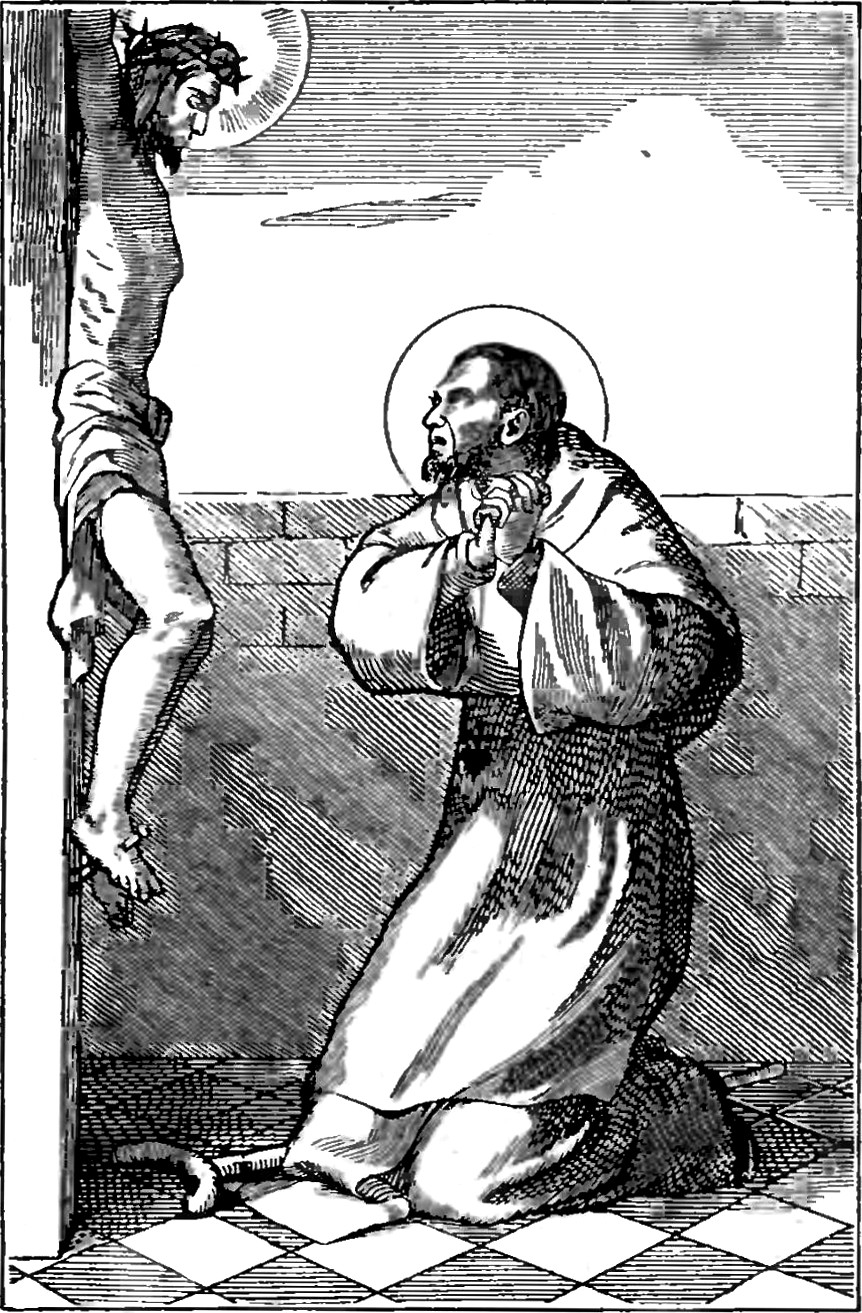
Ilustracja przedstawiająca Michała Giedroycia z książki pt. Żywoty Świętych Pańskich na wszystkie dnie roku

Pochodził z rodziny kniaziów litewskich, herbu Hippocentaurus. Jan z Trzciany stwierdził w pisanym po łacinie jego życiorysie z 1544, że rodzice Michała mieli niedaleko Wilna wieś o nazwie Giedrojcie (lit. Giedraičiai), gdzie najprawdopodobniej się urodził. Z kolei ks. Wincenty Bogacki stwierdził, że urodził się on w dziedzicznej miejscowości Widziniszkach (lit. Videniškiai) w 1425. Rok urodzenia jest datą hipotetyczną, nie popartą żadnymi danymi źródłowymi. Pewnym jest jedynie, że urodził się w I połowie XV wieku, w okolicy 1425. Ponadto w dzieciństwie często chorował i był dzieckiem niepełnosprawnym, posługującym się kulami podczas chodzenia oraz był niskiego wzrostu. Z późniejszych przekazów, jak również na podstawie badań relikwii, stwierdzono, że Michał miał jedną nogę krótszą. W młodości – jak stwierdził to Jan z Trzciany – zajmował się robotami ręcznymi, wykonując naczynia do przenoszenia chorym Najświętszego Sakramentu. Ponadto, stroniąc od towarzystwa, poświęcał wolny czas na modlitwę, szczególnie do Chrystusa Ukrzyżowanego, którego wizerunek nosił na piersiach. 
W wieku dojrzałym wstąpił w 1460 do Zakonu Kanoników Regularnych od Pokuty w Bystrzycy (biał. Быстрыца) na Litwie (obecnie Białoruś), gdzie został przyjęty do nowicjatu. Po kilku miesiącach został skierowany do klasztoru w Krakowie, gdzie złożył profesję zakonną na ręce generała zakonu o. Augustyna. W 1461 rozpoczął studia na wydziale sztuk wyzwolonych Akademii Krakowskiej, którą ukończył w 1465 z tytułem bakałarza teologii. Pozostał jedynie przy ślubach zakonnych rezygnując ze święceń kapłańskich.
Mieszkając w klasztorze przy kościele św. Marka w Krakowie tak o nim Jan z Trzciany później napisał:

Nie wyźrzał nic inszego, iedno ziemia łoszkiem była, pościel słoma, sprzęt iego paciorki, a rozga zawieszona dla dyscypliny. Na takim dostatku sprzętu swego mąż Boży przestawał...

Dużo czasu spędzał na kontemplacji męki Chrystusa i modlitwie. Modlił się głównie przed wielkim krucyfiksem znajdującym się na łuku tęczowym (obecnie od XVIII wieku znajduje się w ołtarzu) kościoła św. Marka oraz przed obrazem Matki Bożej nazwanym później Obrazem Matki Boskiej Giedroyciowej, wykonując potem obowiązki zakrystiana. Pewnego razu – jak wyznał to swojemu spowiednikowi Janowi ze Żmigrodu – przemówił do niego Chrystus z krzyża, w słowach: 

Bądź cierpliwy aż do śmierci, a dam Ci koronę życia.

Poza tym żył w umartwieniu, jadając często tylko chleb z solą, nie jedząc mięsa oraz praktykując biczowanie własnego ciała. Często znajdywano go pobitego, przypisując to działaniu złego ducha. Ponadto miał dar przepowiadania rzeczy przyszłych. Znał i spotykał się ze świątobliwymi osobami żyjącymi w Krakowie: Sługą Bożym Świętosławem Milczącym, z którym pozostawał w bliskiej przyjaźni, św. Janem Kantym, Sługą Bożym Izajaszem Bonerem, św. Szymonem z Lipnicy, św. Stanisławem Kazimierczykiem oraz bł. Władysławem z Gielniowa.
Surowy tryb życia spowodował z czasem wyczerpanie jego organizmu i kłopoty zdrowotne. Zmarł 4 maja 1485 modląc się w postawie klęczącej w otoczeniu współbraci w opinii świętości. W uroczystościach pogrzebowych, które odbyły się kilka dni później (przy licznym udziale m.in. wiernych) brał udział Świętosław Milczący, który przekazał pisemną wolę zmarłego o miejscu jego pochówku. Spoczywa w prezbiterium obok wejścia do zakrystii kościoła św. Marka.

## Proces beatyfikacyjny
Tuż po jego śmierci za jego wstawiennictwem dokonywały się liczne łaski i uzdrowienia, które doprowadziły do tego, że zaczęto je spisywać. W 1521 otwarto po raz pierwszy grób Michała Giedroycia, stwierdzając dobry stan jego zwłok. Następnie podczas przebudowy prezbiterium kościoła na początku XVII wieku ponownie otwarto jego grób, wydobywając czaszkę i kości ramienia, które umieszczono w drewnianej szkatule w nowym nagrobku z epitafium oraz rzeźbą przedstawiającą leżącą postać zmarłego. Po raz trzeci otwarto grób 4 czerwca 1624 podczas uroczystości z udziałem wiernych. Po zabezpieczeniu prochów i kości 11 sierpnia tegoż roku odbyła się uroczystość podniesienia relikwii (łac. Sublevatio ossium) z udziałem celebrującego mszę świętą bp. Tomasza Oborskiego. Po tej uroczystości wykończono w stylu późnorenesansowym jego nagrobek, który wykonano z piaskowca pińczowskiego oraz częściowo z czarnego i czerwonego marmuru w formie zamkniętej półkolistej niszy przyściennej ujętej w podwójne pilastry dźwigające belkowanie z dekoracją oraz posągami aniołów. Około roku 1700 obok grobowca ustawiono ołtarzyk, w którego nastawie umieszczono czarną trumienkę z relikwiami trumny Michała oraz obraz na blasze z jego wizerunkiem (obecnie są przeniesione do sal muzeum Giedroycianum). 
Poczynione starania o wyniesienie Michała Giedroycia przez Stolicę Apostolską na ołtarze zakończyły się niepowodzeniem, ponieważ Święte Oficjum wydało 13 marca 1625 dekret z upoważnienia papieża Urbana VIII, nakazujący zaniechanie jego kultu publicznego, do czego przyczyniło się również rozwiązanie jego zakonu.
Warto dodać, że tytuł błogosławionego - jakim go obdarował Marcin Baroniusz - znajduje się we wszystkich znanych XVII wiecznych katalogach świętych i błogosławionych patronów Polski. Jako błogosławionego wymienia go również publikacja z 1604 z ryciną orła z rozpostartymi skrzydłami i umieszczonymi na nich imionami polskich świętych i błogosławionych pt. (łac. Aquila SS. Patronum Regni Poloniae), która ma przyznaną aprobatę kościelną. Rycina ta znajduje się w Bibliotece Zakładu Narodowego im. Ossolińskich we Wrocławiu. Poza tym Michał Giedroyć uważany był za patrona Wielkiego Księstwa Litewskiego (obok św. Kazimierza Królewicza).
Do wznowienia postępowania ku jego beatyfikacji doszło w XX wieku, kiedy posługiwał w kościele św. Marka ks. Wacław Świerzawski, późniejszy biskup. W 1985 przygotowano nowennę do Michała Giedroycia trwającą dziesięć lat. 11 maja tegoż roku odprawiono w Kościele Mariackim w Krakowie uroczystą mszę świętą w intencji szybkiej beatyfikacji duchownego, którą celebrowali kardynałowie: Józef Glemp, Franciszek Macharski i Henryk Gulbinowicz. 24 kwietnia 1998 nastąpiło uroczyste zamknięcie procesu informacyjnego na szczeblu diecezjalnym w sprawie zatwierdzenia jego kultu przez celebrującego mszę świętą w kościele św. Marka, kard. Franciszka Macharskiego. 27 lipca 2001 Stolica Apostolska wydała dekret tzw. Nihil obstat wyrażający zgodę na ponowne rozpoczęcie procesu jego beatyfikacji. 
W 2017 postulator generalny złożył tzw. positio wymagane w dalszej procedurze beatyfikacyjnej. Po zapoznaniu się z tym dokumentem Kongregacja Spraw Kanonizacyjnych zaaprobowała dokumentację tego procesu, przedkładając propozycję jego beatyfikacji (zatwierdzenie kultu) do rozstrzygnięcia papieżowi. 7 listopada 2018 papież Franciszek potwierdził istnienie kultu od czasów niepamiętnych, dokonując tym samym tzw. beatyfikacji równoważnej.

## Kult i jego upamiętnienie

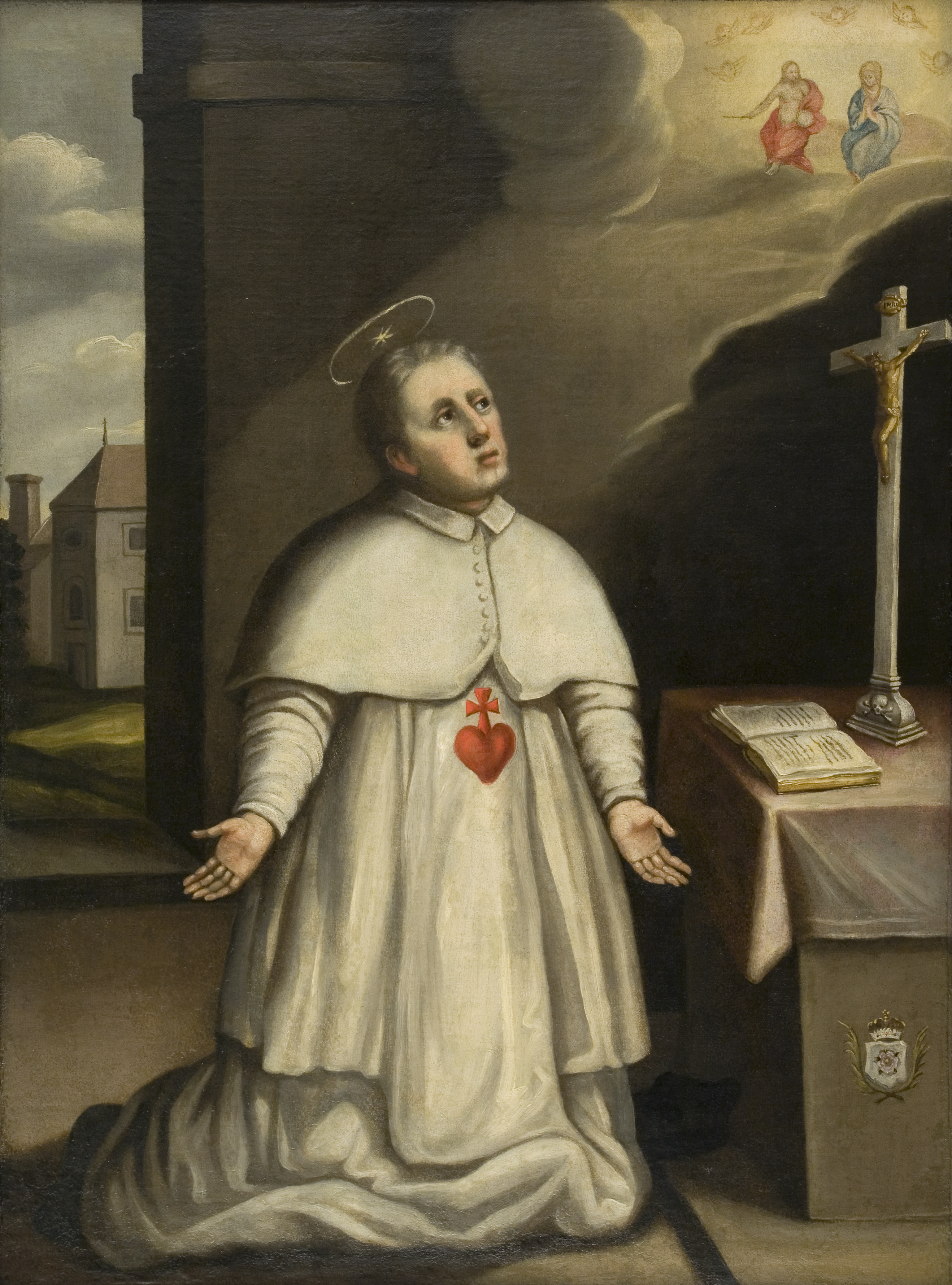
Wizja bł. Michała

Wspomnienie liturgiczne błogosławionego zostało wyznaczone początkowo na dzień 4 maja, ale decyzją Kongregacji ds. Kultu Bożego i Dyscypliny Sakramentów w 2019 zostało ono przeniesione na dzień 4 czerwca.
Powstały liczne wizerunki, obrazy i rzeźby przedstawiające postać Michała Giedroycia. Przy kościele św. Marka zostało utworzone muzeum tzw. Giedroycianum, jako zespół pomieszczeń złożony z kaplicy (z trumienką z jego relikwiami nad którą umieszczono Obraz Matki Boskiej Giedroyciowej) i dwóch sal: Sali Korzeni i Sali Białej (Krzyża) poświęconych Michałowi Giedroyciowi. W kościele tym lub przykościelnym muzeum znajdują się cztery cenne wizerunki błogosławionego:
- obraz z 1624 nieznanego artysty przedstawiający klęczącego bł. Michała Giedroycia  przed krzyżem i obrazem Matki Bożej oraz trzynaście scen obejmujących jego życie wraz z portretami osób świątobliwych Krakowa (240 × 240) cm;
- obraz na blasze z 1624 nieznanego artysty „Modlitwa bł. Michała” (95 × 51) cm;
- obraz z XVIII wieku nieznanego artysty „Pogrzeb bł. Michała Giedroycia”;
- obraz z XVII wieku nieznanego artysty „Adoracja Matki Bożej przez Michała Giedroycia i św. Kazimierza Królewicza” (160 × 140) cm.

Ponadto przy tym samym kościele utworzono Instytut Liturgiczny, któremu od 1985 patronuje Michał Giedroyć, a który funkcjonuje przy Wydziale Teologicznym Uniwersytetu Papieskiego Jana Pawła II w Krakowie .
Michał Giedroyć jest drugim – obok św. Jadwigi Królowej – patronem założonego w 1990 w kościele św. Marka Zgromadzenia Sióstr św. Jadwigi Królowej Służebnic Chrystusa Obecnego, popularnie zwanych jadwiżankami wawelskimi. 
Jego kult szerzą również członkowie działającego przy kościele św. Marka, Bractwa Św. Zofii, czyli Mądrości Bożej, powstałego w 1410.
W każdy piątek podczas mszy świętej o godz. 18:30 (zaś w II piątek miesiąca o 12:30) w kościele św. Marka w Krakowie odbywają się modlitwy o jego kanonizację. Ponadto ku jego czci ułożono dwie specjalne litanie. Błogosławionemu poświęcono również liczne utwory literackie. 
Na Litwie, w parafialnym kościele św. Bartłomieja w Giedrojciach znajduje się współczesna rzeźba Michała Giedroycia, naturalnej wielkości, natomiast w kościele parafialnym pw. św. Wawrzyńca w Widziniszkach znajduje się obraz z jego wizerunkiem.